# Ampe giờ
Ampe giờ (ký hiệu Ah, A·h, hoặc A h) là đơn vị điện lượng ngoài hệ SI. Thường dùng Ah để đo điện lượng của các bộ ắc quy hay pin. 1 Ah là điện lượng do dòng điện một chiều cường độ 1 A tải đi trong một giờ; 1 Ah = 3 600 C (culông).

## Các ước số-bội số trong SI
Một Ampe giờ có thể được chia thành mili Ampe giờ (mAh) hoặc mili Ampe giây (mAs).
| Bội số | Tên gọi | Ký hiệu |  | Ước số | Tên gọi | Ký hiệu |
| ------ | ------- | ------- |  | ------ | ------- | ------- |
| 100    | mét     | m       |  |        |         |         |
| 101    | đêca    | da      |  | 10–1   | đêxi    | d       |
| 102    | héctô   | h       |  | 10–2   | xenti   | c       |
| 103    | kilô    | k       |  | 10–3   | mili    | m       |
| 106    | mêga    | M       |  | 10–6   | micrô   | µ       |
| 109    | giga    | G       |  | 10–9   | nanô    | n       |
| 1012   | têra    | T       |  | 10–12  | picô    | p       |
| 1015   | pêta    | P       |  | 10–15  | femtô   | f       |
| 1018   | exa     | E       |  | 10–18  | atô     | a       |
| 1021   | zêta    | Z       |  | 10–21  | zeptô   | z       |
| 1024   | yôta    | Y       |  | 10–24  | yóctô   | y       |

| Bội số | Tên gọi | Ký hiệu |  | Ước số | Tên gọi | Ký hiệu |
| ------ | ------- | ------- |  | ------ | ------- | ------- |
| 100    | mét     | m       |  |        |         |         |
| 101    | đêca    | da      |  | 10–1   | đêxi    | d       |
| 102    | héctô   | h       |  | 10–2   | xenti   | c       |
| 103    | kilô    | k       |  | 10–3   | mili    | m       |
| 106    | mêga    | M       |  | 10–6   | micrô   | µ       |
| 109    | giga    | G       |  | 10–9   | nanô    | n       |
| 1012   | têra    | T       |  | 10–12  | picô    | p       |
| 1015   | pêta    | P       |  | 10–15  | femtô   | f       |
| 1018   | exa     | E       |  | 10–18  | atô     | a       |
| 1021   | zêta    | Z       |  | 10–21  | zeptô   | z       |
| 1024   | yôta    | Y       |  | 10–24  | yóctô   | y       |